# Андрій Головаш
Андрі́й Голова́ш (Київ, УРСР) — німецький футбольний агент українського походження.

## Життєпис
Андрій Головаш народився в Києві, Киянин. Займався футболом під керівництвом Макара Гончаренка, вихованець київського СКА, єдиний вихованець цього клубу, який залучався до збірної Збройних Сил СРСР. У 1982 році був запрошений до дублюючого складу Динамо Київ. Після травми опинився в Росії, де зазнав ще одного ушкодження. Повернувшись на Батьківщину закінчив Київський інститут фізкультури. Залишився працювати на кафедрі футболу викладачем та тренером збірної, а також спільною з київським Динамо молодіжною командою Динамо-СКІФ, яка ставала переможцем міжнародних турнірів у Німеччині, Нідерландах, Італії та Сполучених Штатах Америки. Саме команда кафедри футболу Київського інституту фізкультури стала першою в історії, яка вийшла на футбольне поле в Сполучених Штатах Америки з жовто-блакитним прапором. Після початку пертурбацій та боротьби за владу на керівних посадах інституту, звільнився та емігрував до Німеччини. Працював скаутом для німецьких клубів на території України та у Південній Америці, згодом розпочав діяльність футбольного агента.
У 1995 році посприяв переходу до полтавської «Ворскли» першого в історії чемпіонатів України легіонера Луїса Бербарі зі США.
На сьогодні це єдиний з українських футбольних агентів, хто зробив трансферні переходи в усі Топ-5 чемпіонатів (Німеччина, Англія, Італія, Іспанія, Франція).
В різні часи Андрій Головаш співпрацював з такими відомими футболістами, як Андрій Воронін, Денис Гармаш, Євген Хачеріді, Олександр Рибка, Євгеній Макаренко, Денис Олійник, Владлен Юрченко, Олександр Яковенко, Руслан Валєєв, Дмитро Буликін та іншими.